# Wszystko, co najważniejsze
Wszystko, co najważniejsze é um filme de drama polonês de 1992 dirigido e escrito por Robert Gliński, Dzamila Ankiewicz e Ola Watowa. Foi selecionado como representante da Polônia à edição do Oscar 1993, organizada pela Academia de Artes e Ciências Cinematográficas.

## Elenco
- Ewa Skibińska - Paulina "Ola" Wat
- Krzysztof Globisz - Aleksander Wat
- Adam Siemion - Andrzej Wat
- Grazyna Barszczewska - Barbara Zielinska
- Boguslaw Linda - Tadeusz Bogucki
- Viktor Chebotaryov - Ivan
- Natalya Kolyakanova - Vera
- Krzysztof Stroinski - Adam Chrostowski